# Proteínas de fase aguda
Se denomina proteínas de fase aguda a un grupo de proteínas plasmáticas, estructural y funcionalmente heterogéneas; que se sintetizan principalmente a nivel hepático; y que tienen como principal característica en común que varían su concentración plasmática al menos un 25%. Estas son inducidas por estímulo de ciertas citoquinas producidas durante diferentes tipos de procesos inflamatorios en los cuales hay implicado algún grado de daño tisular. Entre estos procesos se pueden contar, por ejemplo, infecciones, traumatismos, neoplasias, cirugías o infartos. 
A esta respuesta se la conoce como reacción de fase aguda o respuesta de fase aguda.
Una parte importante y no específica de esta respuesta se produce en el hígado, y se caracteriza por el establecimiento de un nuevo orden de prioridades en la síntesis hepática de proteínas. Algunas proteínas incrementan su producción, y otras la disminuyen. Funcionalmente se denomina proteínas de fase aguda positivas a aquellas que aumentan su producción, y proteínas de fase aguda negativas a las que la disminuyen. En general la magnitud de la respuesta varía y depende del tipo y la severidad del daño.

## Respuesta de fase aguda
Se denomina respuesta de fase aguda o reacción de fase aguda a un grupo de mecanismos fisiológicos sistémicos que se producen en respuesta al daño tisular y a procesos inflamatorios. Entre este grupo de mecanismos fisiológicos se producen alteraciones en el equilibrio hidroelectrolítico, en el metabolismo del nitrógeno, glucosa y lípidos; en la síntesis de hormonas, en la temperatura corporal y la producción de células sanguíneas. En conjunto este mecanismo fisiológico produce cambios metabólicos, endocrinológicos, neurológicos, inmunológicos y nutricionales.
Muchos de estos cambios son observados en períodos de horas o días y son iniciados por la producción y liberación de citoquinas como el factor de necrosis tumoral-alfa (TNFa), la interleucina-1 (IL-1), la interleucina-6 (IL-6) y la interleucina-8 (IL-8) en respuesta al estímulo nocivo.
La respuesta de fase aguda incluye fiebre, modificación importante en la síntesis hepática de proteínas de fase aguda, aumento de neutrófilos inmaduros circulantes, disminución de concentraciones séricas de hierro y zinc, cambios en el metabolismo de los macronutrientes, disminución en la concentración de albúmina, prealbúmina y transferrina y aumento en la concentración de cortisol.

## Función biológica
El cambio en la producción hepática de proteínas, de proteínas constitutivas a reactantes de fase aguda, luego de un daño o trauma importante, apunta a cubrir las necesidades de los procesos inmune, de coagulación y de reparación de heridas. La parte más importante de esta respuesta protectora es servir como un punto de control a la reacción inflamatoria inducida por daño y limitar daño tisular adicional mediante la inhibición de proteasas de serina y aumentando el transporte de proteínas con actividad antioxidante.
La eliminación de microorganismos, limpieza de los restos de tejido y la iniciación del proceso reparador son otros importantes aspectos de este sistema de respuesta rápida.
La disminución de reactivos de fase aguda negativa puede servir para que el organismo establezca un nuevo orden de prioridades que permita evitar la pérdida de nitrógeno al cambiar la síntesis de proteínas hacia aquellas que son absolutamente necesarias para sobrevivir.

## Proteínas de fase aguda positivas
Las proteínas de fase aguda positivas forman parte del sistema inmune innato, donde cumplen diferentes funciones fisiológicas. Algunas actúan destruyendo o inhibiendo el crecimiento de microorganismos, por ejemplo la proteína C reactiva, la lectina de unión a manosa, factores del complemento, ferritina, ceruloplasmina, amiloide A sérico y haptoglobina. Otras proveen una retroalimentación negativa a la respuesta inmune, por ejemplo las serpinas.
La alfa 2-macroglobulina y los factores de coagulación modulan al proceso de coagulación, principalmente estimulándolo. Este efecto procoagulante podría limitar una infección atrapando a los organismos patógenos en coágulos sanguíneos. Además, algunos productos del sistema de coagulación pueden contribuir al sistema inmunológico innato favoreciendo un incremento en la permeabilidad vascular, y actuando como agentes quimiotácticos para las células fagocíticas.
| Proteína                                                        | Función en el sistema inmunológico |
| --------------------------------------------------------------- | --- |
| Proteína C reactiva                                             | - Opsonina que actúa sobre microbios |
| Amiloide sérico componente P                                    | - Opsonina |
| Amiloide A sérico                                               | - Reclutamiento de las células inmunitarias al sitio de inflamación - Inducción de enzimas que degradan la matriz extracelular                        |
| Factores del complemento                                        | - Opsonización, lisis y aglutinación de las células diana. Quimiotaxis                                                                                |
| Lectina de unión a manosa                                       | - Vía de la lectina en la activación del complemento                                                                                                  |
| Fibrinógeno, protrombina, factor VIII, Factor de von Willebrand | - Factores de coagulación, atrapamiento de microorganismos invasores en coágulos sanguíneos. Algunos provocan quimiotaxis                             |
| Plasminógeno                                                    | - Degradación de los coágulos sanguíneos |
| Alfa-2-Macroglobulina                                           | - Inhibidor de la coagulación por medio de la inhibición de la trombina. - Inhibidor de al fibrinólisis por medio de la inhibición de la plasmina     |
| Ferritina                                                       | - Fijadora de hierro, limita el acceso microbiano al hierro necesario para su metabolismo                                                             |
| Hepcidina                                                       | - Estimula la internalización de la ferroportina, previniendo la liberación del hierro fijado por la ferritina dentro de los enterocitos y macrófagos |
| Ceruloplasmina                                                  | - Oxida al hierro, facilitando su fijación por la ferritina, inhibiendo así el acceso microbiano al hierro.                                           |
| Haptoglobina                                                    | Fija a la hemoglobina, inhibiendo el acceso microbiano al hierro                                                                                      |
| Orosomucoide (glicoproteína ácida alfa-1, AGP)                  | - Transportadora de esteroides |
| Alfa 1-antitripsina                                             | - Serpina, regula a la baja la inflamación |
| Alfa 1-antiquimotripsina                                        | - Serpina, regula a la baja la inflamación |

## Proteínas de fase aguda negativas
Las proteínas de fase aguda negativas disminuyen su concentración durante la inflamación. Algunos ejemplos son la albúmina, transferrina, transtiretina, proteína transportadora de retinol, antitrombina, transcortina. La disminución de estas proteínas puede ser utilizada como marcadora de inflamación. El papel fisiológico de esta síntesis disminuida de proteínas es generalmente resguardar aminoácidos para la producción de proteínas de fase aguda positivas en forma más eficiente, o disminuir la concentración sérica de sustancias esenciales para el metabolismo microbiano, tales como el hierro. En teoría, una disminución en los niveles de transferrina, pueden ser causados por un aumento en los receptores de transferrina, pero esto último no parece ocurrir durante un proceso inflamatorio.

## Importancia clínica
La medición de las proteínas de fase aguda, especialmente la proteína C reactiva, es un método útil y eficaz para la evaluación de un proceso inflamatorio, tanto en patología clínica humana como veterinaria. Se correlaciona con la velocidad de sedimentación globular (VSG), aunque no siempre en forma directa. Esto se debe a que la VSG es principalmente dependiente de la elevación de los niveles plasmáticos del fibrinógeno, un reactante de fase aguda con una vida media de aproximadamente una semana. Esta proteína puede, por lo tanto, permanecer elevada por un período bastante largo de tiempo aún después de que se ha suprimido el estímulo inflamatorio. En contraste, la proteína C reactiva (la cual posee una vida media de entre 6 y 8 horas) aumenta rápidamente y retorna a su valor normal si el tratamiento empleado es efectivo. También depende del tipo de estímulo inflamatorio, por ejemplo, las infecciones bacterianas producen un aumento rápido y muy importante de la proteína C reactiva, aunque no muy elevado de la VSG; en contraste el lupus eritematoso sistémico activo, puede cursar con una elevación importante de la VSG, pero con un nivel normal de proteína C reactiva. Adicionalmente, las proteínas de fase aguda pueden ser utilizadas como predictoras de falla hepática luego de cirugías de hígado, se ha encontrado que valores disminuidos de proteínas de fase aguda positivas luego de la cirugía, o niveles aumentados de proteínas de fase aguda negativas; guardan una buena correlación con la posibilidad de falla hepática luego de la cirugía.